# Сверчок (журнал, 1886)
«Сверчок» — юмористический, иллюстрированный журнал с  карикатурами, выходил еженедельно в Москве в 1886—1891 годах. Издателями и редакторами были братья М. А. и Е. А. Вернеры.
В первом номере журнала издатели сформулировали кредо: «…мы не станем бичевать „бичом сатиры“ пороки, не берем на себя смелость исправлять общество; мы торжественно клянемся, что не будем подрывать основы. Смех, веселый и безобидный смех, — вот наша программа, вот наше знамя»
Авторы: Антоша Чехонте (Ан. П. Чехов), Агафопод Единицын (Ал. П. Чехов) и др.
Художники: Ф. О. Шехтель, Н. П. Чехов и др.

### Отношения с А. П. Чеховым
Антон Чехов начинал печатать свои первые смешные рассказы в этом юмористическом журнале, а его издателю Евгению Вернеру дал кличку «Собачий воротник».
Разрыв издателей с Чеховым случился после публикации в 1-м номере журнала за 1889 год рассказа Чехова «Собака»: оказалось, ранее в 1885 году под иным названием «Дорогая собака» этот рассказ был передан издателям только для одной публикации в сборнике «Невинные речи», затем он вдруг неожиданно был издан ещё раз  в журнале «Сверчок». Публикация была сделана без ведома автора.